# Park Jung-bae
Park Jung-bae (en hangul, 박정배; en hanja, 朴 正倍; Provincia de Gyeongsang del Sur, 19 de febrero de 1967-presuntamente muerto el 11 de noviembre de 2017) fue un futbolista surcoreano. Jugaba de defensa y su último club fue el Ulsan Hyundai Horang-i de Corea del Sur. Fue internacional absoluto por la selección de Corea entre 1991 y 1996.

## Selección nacional

#### Participaciones en fases finales
| Torneo                         | Sede           | Resultado    | Partidos | Goles |
| ------------------------------ | -------------- | ------------ | -------- | ----- |
| Copa Mundial de Fútbol de 1994 | Estados Unidos | Primera fase | 3        | 0     |

## Clubes
| Club                | País          | Año       |
| ------------------- | ------------- | --------- |
| LG Cheetahs         | Corea del Sur | 1990-1993 |
| Pusan Daewoo Royals | Corea del Sur | 1994-1996 |
| Ulsan Hyundai FC    | Corea del Sur | 1997-1999 |

## Palmarés

### Títulos nacionales
| Título          | Club             | País          | Año  |
| --------------- | ---------------- | ------------- | ---- |
| K-League        | LG Cheetahs      | Corea del Sur | 1990 |
| Copa de la Liga | Ulsan Hyundai FC | Corea del Sur | 1998 |

## Presunto fallecimiento
Park habría fallecido el 11 de noviembre de 2017, pero se desconoce la veracidad de este suceso. Los medios de comunicación de su país nunca cubrieron la noticia, y ningún medio oficial lo anunció por ninguna vía.
El primer informe respecto de su muerte se dio en la versión coreana de Wikipedia el 14 de noviembre de 2017, señalándose que su deceso había ocurrido un día antes en el Hospital Dong Rae Bong Seng de la ciudad de Busan, aunque ninguna referencia acreditada respaldó el hecho. El 23 de febrero de 2021, la edición fue revertida; pero desde el 17 de marzo de 2022 se encuentra restituida, informándose como fecha de muerte el 11 de noviembre de 2017.
El canal de YouTube Panini Potpourri, radicado en Alemania y dedicado a la colección de álbumes de cromos de Panini, lo incluyó el 24 de febrero de 2020 en el primer video homenaje a futbolistas fallecidos entre 1994 y 2019 que fueran incluidos en el álbum USA '94, correspondiente a la Copa Mundial de Fútbol de 1994. Ante comentarios posteriores de internautas alegando que su incorporación en el homenaje había sido equivocada, el dueño del mismo canal respondió:

I asked someone from South Korea, who posted something about Oh Yun-kyo and he said: "Park Jung-Bae played at 1994 World Cup recorded one assist against Germany. He died relatively young age of only 49 with Cancer in Pusan 2017." When I asked him about his source he replied: "I don’t know about the web or any news media coverage about his death. I heard it from one of his friends." [...]
Le pregunté a alguien de Corea del Sur que publicó algo sobre Oh Yun-kyo (nota: ex-futbolista surcoreano fallecido en 2000) y me dijo: "Park Jung-Bae jugó en el Mundial de 1994 y dio una asistencia contra Alemania. Murió relativamente joven, con tan solo 49 años, de cáncer en Busan, 2017". Cuando le pregunté sobre su fuente, respondió: "No conozco ninguna cobertura en internet o en los medios de comunicación sobre su muerte. Lo escuché de uno de sus amigos." [...]

El sitio web en coreano namu.wiki informa que el futbolista murió el 11 de noviembre de 2017 y que su cuerpo fue cremado el 13 de noviembre de 2017 en el Parque Yeongnak, cementerio ubicado en Busan. El propio sitio oficial del parque, en su listado de personas cremadas bajo el nombre de 박정배, incorpora el registro de un fallecido con fecha 11 de noviembre de 2017, cuyo nacimiento concuerda con el del futbolista, 19 de febrero de 1967.
La Wikipedia en inglés, ante la ausencia de fuentes acreditadas, aún lo reporta como vivo. De ser así, Park tendría 58 años.